# Abadía de la Santa Cruz (Burdeos)
La abacíal de la Santa Cruz (en francés: Abbatiale Sainte-Croix de Bordeaux), en Burdeos, es la iglesia de una antigua abadía benedictina (Sancta Crux Burdegalensis). Ahora tiene la condición de iglesia parroquial.
La iglesia fue clasificada como monumento histórico de Francia en la lista  de 1840. Se encuentra en la plaza Pierre Renaudel, cerca del Conservatorio de Burdeos.

## Historia de la abadía

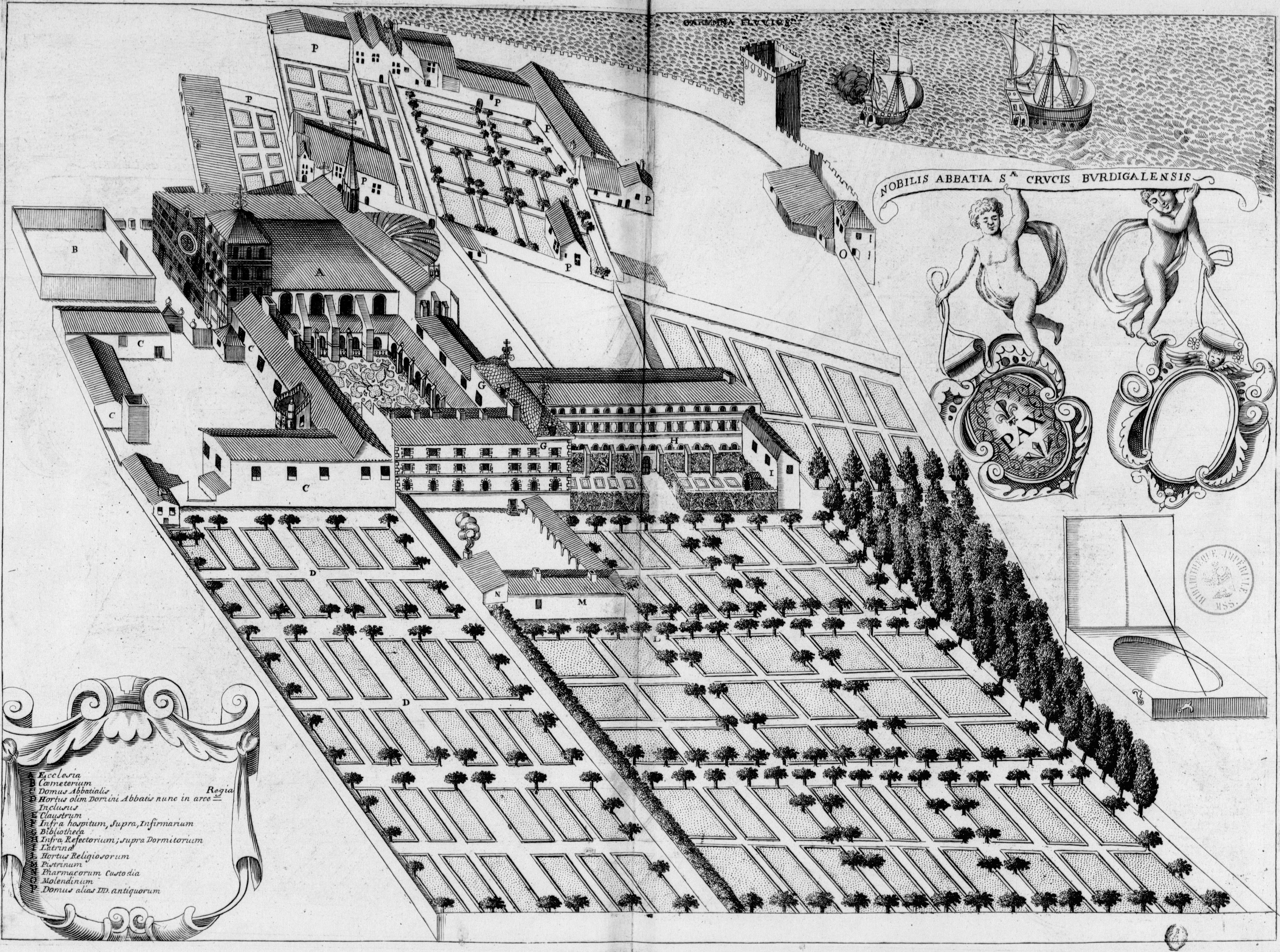
La abadía en el, plancha de grabado del Monasticon Gallicanum.

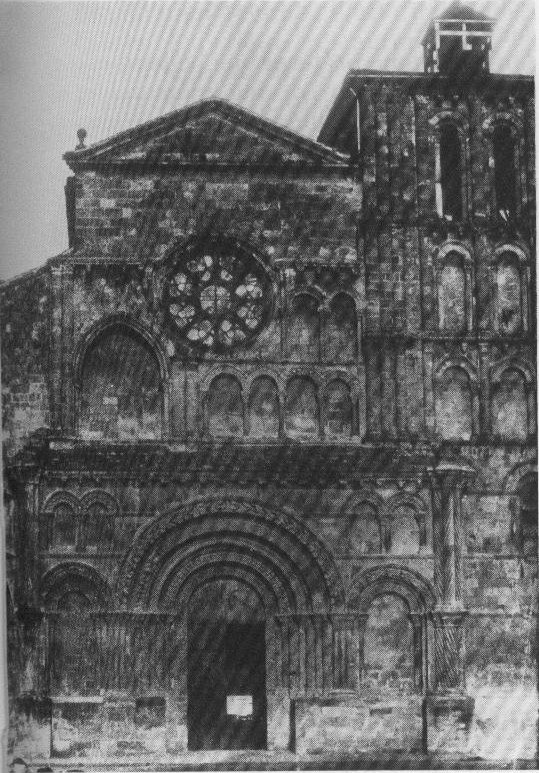
Estado de la abadía antes de la restauración del, con, de izquierda a derecha, la pared de suave pendiente, la escultura ecuestre, el campanario, la galería de los santos y el rosetón sobre el porche.

La abadía fue fundada en la época merovingia, al sur de Burdeos, en una elevación de tierra, en medio de un pantano atravesado por un pequeño arroyo, llamado el Eau Bourde, que desembocaba en el río Garona a unos cientos de metros de la actual iglesia. No se conoce la fecha exacta de su fundación. Según un epitafio del siglo VII, san Mommolin, abad de la abadía de Fleury —Saint-Benoît-sur-Loire— murió allí alrededor del año 679. Los monjes siguieron la regla benedictina.
La abadía original fue destruida por los sarracenos alrededor del 730, luego probablemente se reconstruyó a finales del mismo siglo. De nuevo estuvo totalmente destruida por las terribles incursiones normandas de mediados del siglo IX, dejando al país muy maltratado.
Su reconstrucción se atribuye a Guillermo II de Sicilia, del Condado de Burdeos, en el sitio del oratorio dedicado a san Mommolin, quizás en el año 970. La abadía poseía los pueblos de Saint-Hilaire du Taillan, y Soulac. Más tarde, amplió sus posesiones en Saint-Macaire y Macau del departamento de Gironda. A partir de entonces, por las donaciones en adquisiciones, el patrimonio se expandió gradualmente. Los sucesivos duques de Aquitania confirmaron los privilegios. La iglesia abacial se construyó al final del siglo XI o al principio del siglo XII, al mismo tiempo que la basílica de Notre-Dame-de-la-fin-des-Terres de Soulac-sur-Mer y la iglesia de Macau. Recoge las costumbres de los extramuros en el sur y se opone al dominio ducal de la domus Centujan en Bègles, a lo largo del siglo XII durante sus operaciones seculares de desarrollo hidráulico del Eau Bourde y para la construcción de una batería de molinos para satisfacer la enorme demanda de molienda de la ciudad en pleno crecimiento demográfico.
Los abades dejan que los «lugares regulares», cocinas, dormitorios, refectorios, etc., se derrumben gradualmente. Los monjes de la Congregación de San Mauro obtuvieron el permiso en 1664 para construir un nuevo monasterio que se terminó en 1672.
En 1784 un presupuesto —Archives départementales de la Gironde— confió al arquitecto Étienne Laclotte la construcción de un puente que cruzara el Estey de Bègles, el puente de la guit, un cementerio y una capilla, anexa a la iglesia de la Santa Cruz. Esta capilla de San Benito fue transformada en un almacén en 1797.
La abadía fue asignada en 1793 a un hospicio. En 1890, la escuela de bellas artes se instaló allí.

## Vida parroquial
La iglesia de San Miguel, la iglesia de San Pedro, la abadía de la Santa Cruz, la iglesia de St. Paul y la iglesia de Saint-Eloi forman el sector pastoral del puerto, reagrupada en una parroquia confiada en 2009 a la Comunidad del Chemin Neuf. Sin embargo, la iglesia de Saint-Paul sigue siendo administrada por los dominicos; en cuanto a la iglesia de Saint-Eloi, está gestionada por el Instituto del Buen Pastor.

## Descripción

### Arte y arquitectura

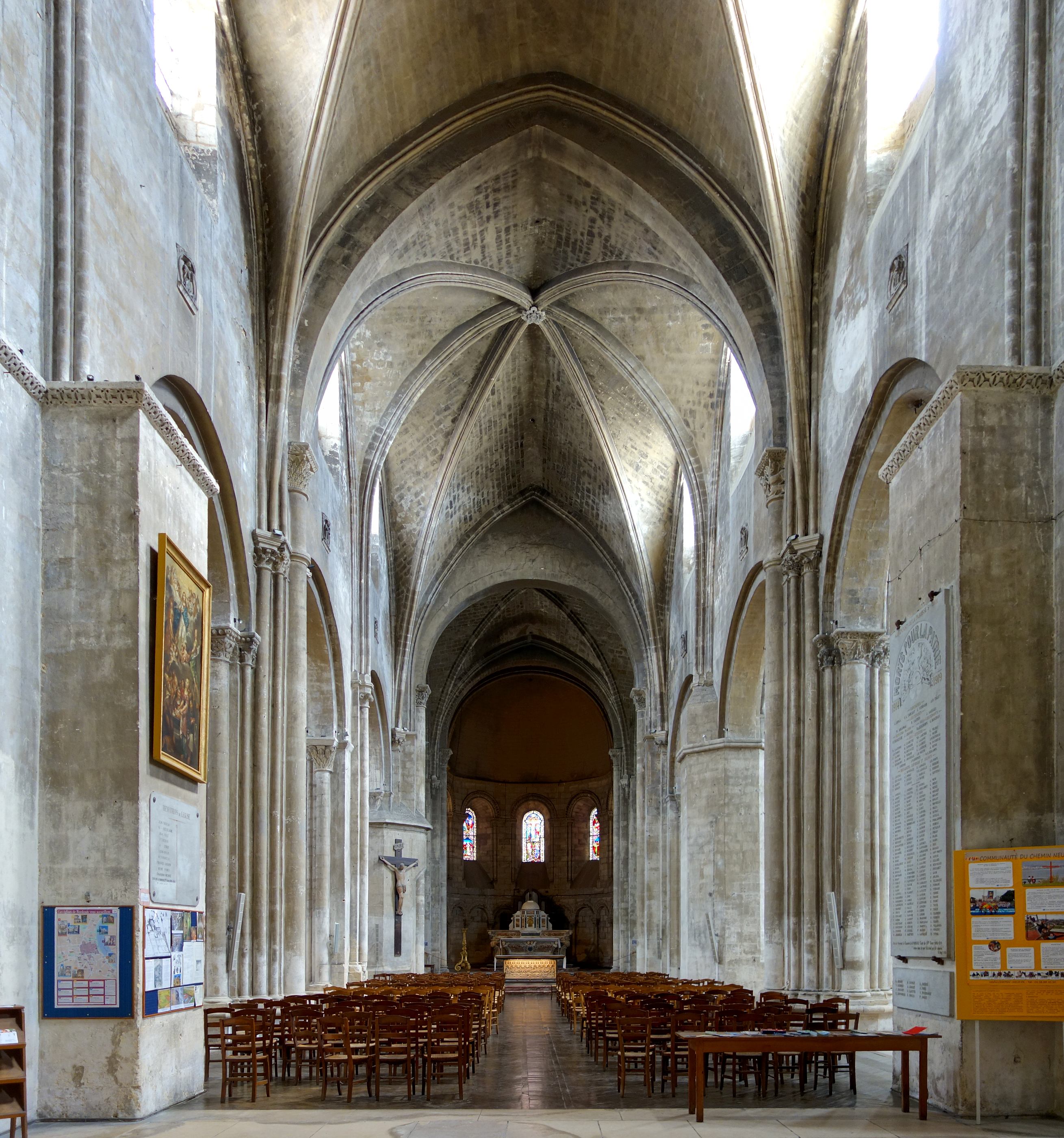
nave.

Aunque la abadía fue fundada en el siglo VII, la iglesia actual se construyó hacia finales del siglo XI y principios del siglo XII, con una fachada de arquitectura románica saintongesa.
Tiene la planta de cruz latina. Consiste en una gran nave cubierta con bóveda de crucería, que abarca cinco tramos colaterales, un transepto con un gran absidiolo en cada brazo y un ábside central poligonal.
- Longitud de la nave: 39 m.
- Altura del ábside: 15.30 m.

Fue restaurada por Paul Abadie en el siglo XIX, quien añadió un campanario simétrico al original a la izquierda de la fachada. El monje benedictino Dom Bédos de Celles construyó el órgano en 1750, que ahora se considera una obra maestra. Fue restaurado en 1995 por el organero Pascal Quoirin.
La iglesia conserva dos obras del pintor Guillaume Cureau (hacia 1595-1648): San Mommolin curando a un poseso y San Mauro curando a un enfermo, además de una Exaltación de la Cruz de A. Bourgneuf (1636)

### Decoración escultórica del portal

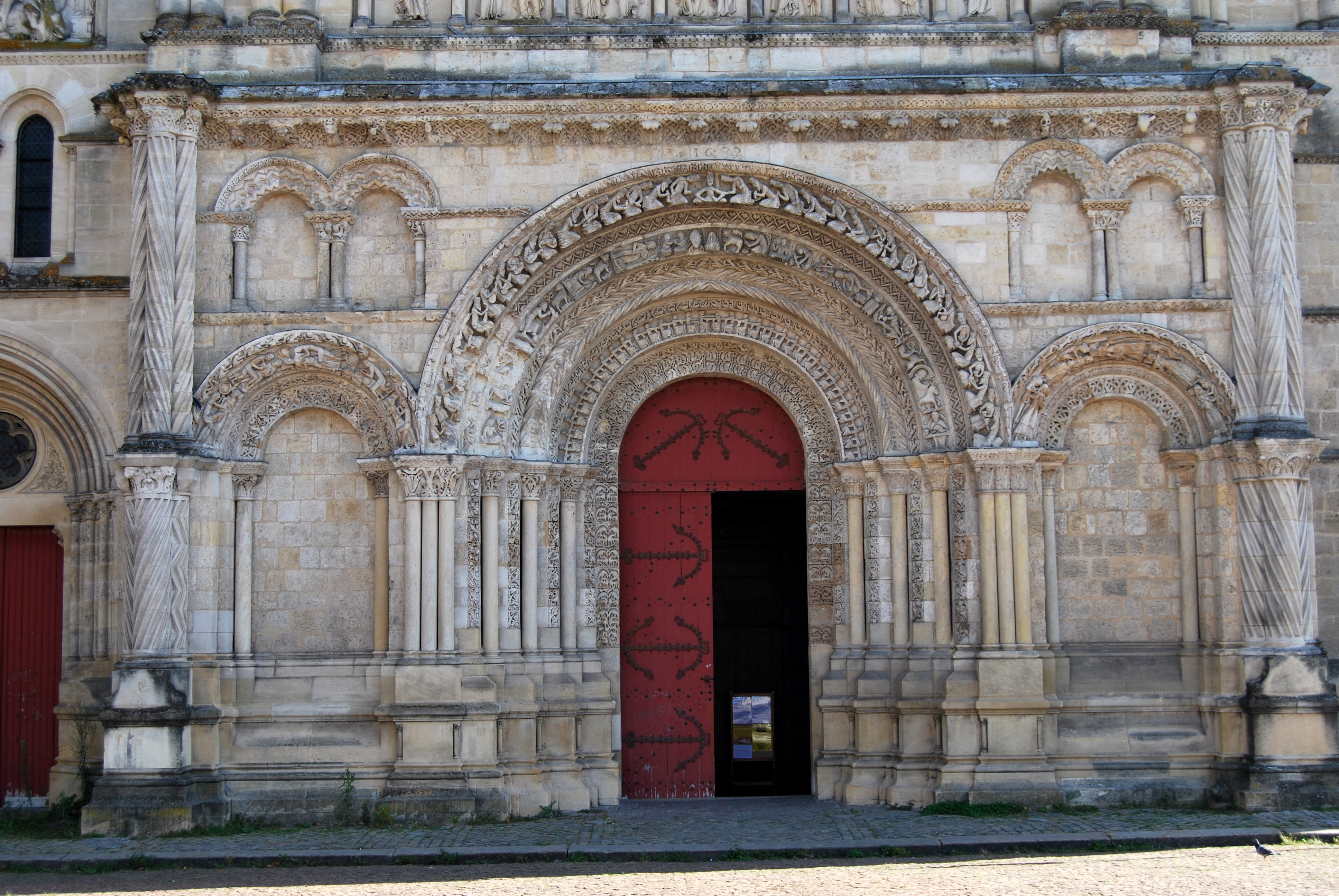
Portal mayor.

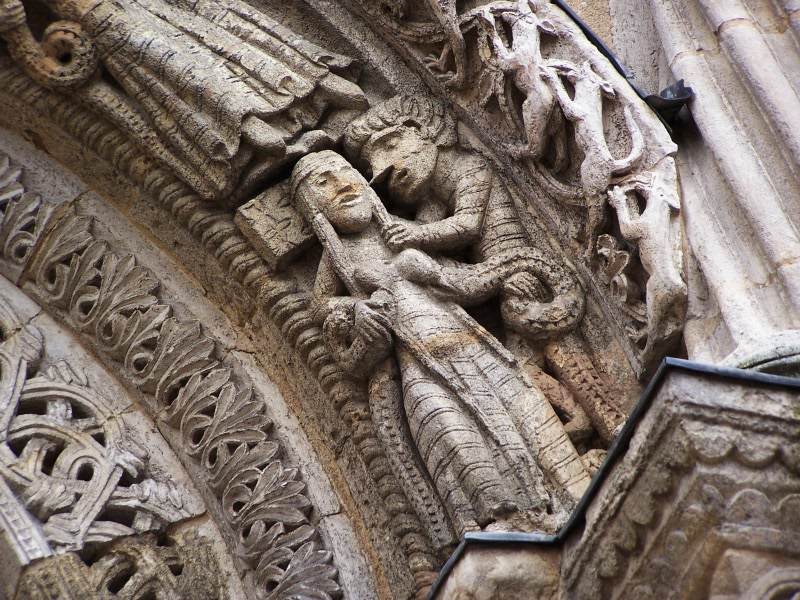
Lujuria en una arquivolta.

La iconografía de las cinco arquivoltas del portal central refleja la fuerza de la Iglesia triunfante y militante, que era fácilmente interpretada por los fieles de la época.
Así, la representación de hombres tirando de una cuerda en el segundo arco puede simbolizar los esfuerzos que el alma debe hacer para alcanzar el paraíso.
Los motivos de las puertas secundarias a cada lado de la entrada principal pueden representar los pecados que prohíben la salvación eterna.
En la arcada derecha, la lujuria se simboliza con la representación de una mujer mordida en los pechos por una serpiente. A la izquierda se puede estigmatizar la avaricia con la representación de un hombre doblado bajo el peso de un bolso colgado al cuello y atormentado por el diablo.

### El órgano

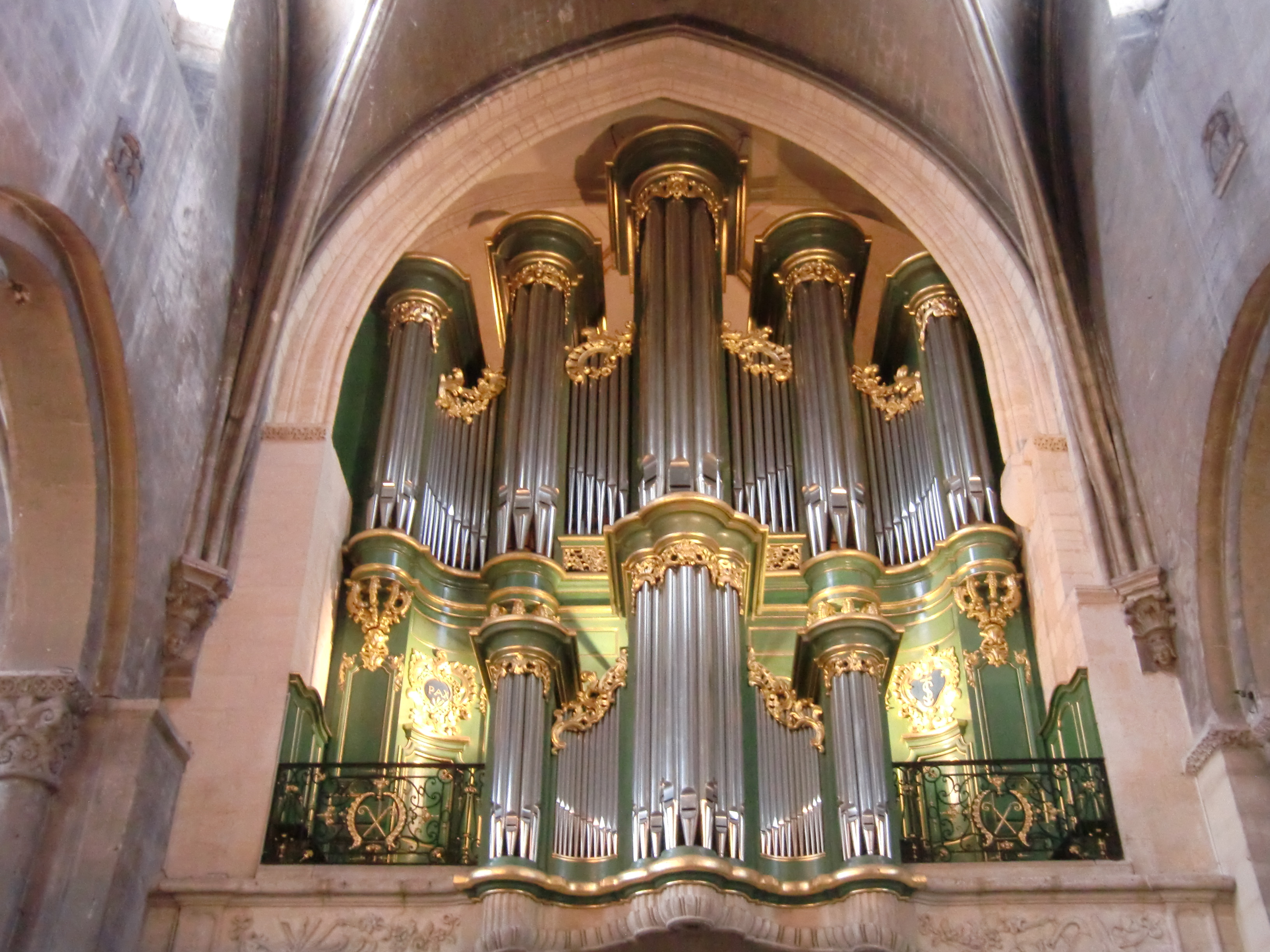
El órgano de Dom Bedós de la abadía de la Santa Cruz de Burdeos.

El primer órgano se construyó en el siglo XVI y fue reemplazado por un instrumento más modesto en 1661, construido por el organero inglés Jean Haon.
En 1730, los monjes de la Santa Cruz dotaron a la iglesia con un nuevo órgano mucho más grande. La realización de esta obra maestra se debe a la llegada de Dom Bédos de Celles quince años después. Este monje benedictino, teórico y organero, que vivía en la abadía de la Santa Cruz como secretario, construyó uno de los mayores órganos clásicos de Francia. Este órgano de dieciséis pies se construyó en tres años y consistía en 45 registros repartidos en cinco teclados y un pedalero.
Después de la Revolución francesa, fue restaurado pero, en 1811, el arzobispo lo requisó e hizo que la parte instrumental fuera transferida a la catedral de Saint-André, donde permaneció hasta 1970. Ese año se tomó la decisión de devolverlo a la Santa Cruz en su mueble original, que había permanecido en su lugar. Clasificado como objeto por el Ministerio de Cultura de Francia.
A partir de 1984, se encargó al organero Pascal Quoirin la restauración de la parte instrumental del órgano. Se necesitaron doce años para completar la restauración de este órgano monumental. A principios de los años 90, la caja del órgano fue despojada de la pintura marrón que la cubría para devolverla a su policromía original. Tras su restauración, la inauguración del órgano de Dom Bédos, considerado como una obra maestra en todo el mundo, tuvo lugar los días 23 y 25 de mayo de 1997 con prestigiosos intérpretes: Francis Chapelet, Jean Boyer, Jean-Pierre Leguay y Michel Chapuis.